# Ostřice pevná
Ostřice pevná (Carex firma) je druh jednoděložné rostliny z čeledi šáchorovité (Cyperaceae), rodu ostřice (Carex).

## Popis
Jedná se o rostlinu dosahující výšky nejčastěji 5–20 (zřídka až 30) cm. Je vytrvalá, hustě trsnatá, tvoří nápadné polštářovité drny, oddenky jsou krátké. Listy jsou střídavé, přisedlé, s listovými pochvami. Lodyha je tupě trojhranná, hladká, mnohem delší než listy  Bazální pochvy jsou žlutohnědé, nerozpadavé. Čepele jsou do 4 mm široké, poměrně krátké, jen cca 5 cm, zřídka až 8 cm, růžicovitě rozestálé, od báze se postupně zužující a zašpičatělé. Ostřice pevná patří mezi různoklasé ostřice, nahoře je klásek samčí, dolní klásky jsou pak samičí. Dolní listen je krátce pochvatý se štětinovitou čepelí, kratší než květenství. Samčí klásek je 1, je stopkatý, často nicí, samičích klásků je nejčastěji 1–3, jsou stopkaté, 5–10 mm dlouhé. Okvětí chybí. V samčích květech jsou zpravidla 3 tyčinky. Blizny jsou většinou 3. Plodem je mošnička, která je nejčastěji 3,5–4,5 mm dlouhá, lysá, jen v horní části na úzkém křídle brvitá, nahoře zúžená v celkem dlouhý dvouzubý zobánek. Každá mošnička je podepřená plevou, která je rezavě hnědá s úzkým blanitým lemem a se zeleným středním žebrem, o trochu kratší než mošnička.

## Rozšíření ve světě
Ostřice pevná je druh středoevropských až jihoevropských hor, vyhledává většinou bazický substrát. Roste především v Alpách a Karpatech s přesahem do hor severního Balkánu. Někdy je udávaná i z Pyrenejí, což je patrně mylné. V České republice neroste, nejblíže ji najdeme ve slovenských vápencových Karpatech a Alpách.